# Heinrich Adolfs

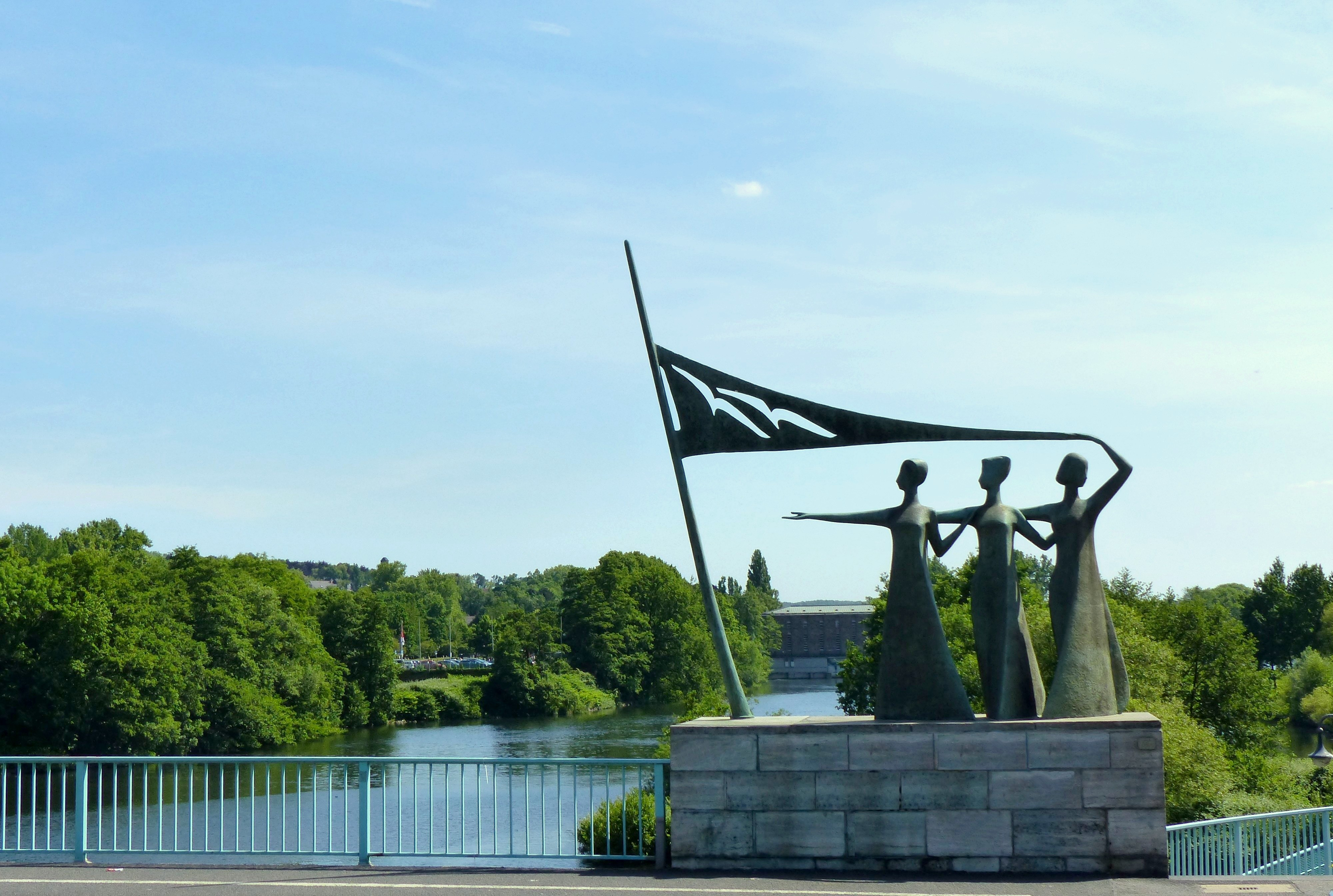
Mülheim an der Ruhr – „Lebensfreude 1963“ oder „die drei Grazien“ auf der Schlossbrücke – Bronzeplastik von Heinrich Adolfs – panoramio

Heinrich Adolfs (* 5. Januar 1901 in Krefeld; † 16. Dezember 1964 in Essen) war ein deutscher Bildhauer, Maler und Zeichner. Er lebte in Essen.

## Leben und Wirken
Heinrich Adolfs wurde am 5. Januar 1901 in Krefeld als Sohn eines Webermeisters geboren.
Adolfs besuchte 1919 bis 1921 die Kunstgewerbeschule in Krefeld. Danach studierte er von 1921 bis 1926 an der Folkwangschule für bildende Künste in Essen. Er erhielt schon während des Studiums als Auszeichnungen Reisestipendien und Prämien. Adolfs setzte von 1927 bis 1930 sein Studium an der Berliner Kunstakademie fort und stellte dort 1928 beim Wettbewerb um den „Großen Staatspreis der Akademie“ zum ersten Mal aus. Adolfs kehrte zur Folkwangschule in Essen zurück. Er war dort von 1930 bis 1931 Assistent bei Josef Enseling und lehrte Bildhauerei und Plastik.
1933 belegten ihn die Nationalsozialisten mit Ausstellungsverbot. Deshalb war er als freischaffender Künstler tätig. Trotz des Ausstellungsverbotes gewann er mit seinem Werk „Fohlenhüter aus Muschelkalk (1938)“ den 1. Preis bei dem Wettbewerb für die Reichsgartenschau vom 26. April bis 12. Oktober 1939 in Essen.
Er leistete Kriegsdienst von 1940 bis 1945 und kam von 1945 bis 1946 in Kriegsgefangenschaft. Nach dem Krieg erhielt Adolfs ab 1947 als freier Künstler zahlreiche Aufträge für Arbeiten im öffentlichen Raum und gewann einige Wettbewerbe, so 1957 den „Wettbewerb für eine Schlosspark-Plastik in Gelsenkirchen“ und 1962 einen „Wettbewerb der Stadt Wattenscheid“.
Er engagierte sich im Vorstand des „Ruhrländischen Künstlerbundes“ und war Vertrauensmann des „Wirtschaftsverbandes der bildenden Künste“. Heinrich Adolfs starb am 16. Dezember 1964 in Essen.

## Werk
Der weitaus größte Teil seiner Werke im öffentlichen Raum ist in Essen zu sehen.
Adolfs zog in seinem bildhauerischen Werk stilistisch keine klaren Grenzen zwischen konkreter Aussage und abstrakter Darstellung. Allen bildhauerischen Werken gemeinsam ist eine klare Linienführung der fließenden Formen, die an die menschliche Anatomie erinnern. Vom konkreten Abbild bewegte er sich zunehmend zum Sinnbild, zum Symbolhaften und zu strenger Stilisierung. Er schuf sowohl Bronzeplastiken als auch bildhauerische Arbeiten  – vorzugsweise mit körnigem Stein (z. B. bei der „Trauernden“ auf dem Hauptfriedhof in Hilden ist der helle Stein aus Muschelkalk mit Fossilien durchsetzt, und man erkennt Versteinerungen von Pflanzen, Kleintieren und Sporen).
Bei seinen Großplastiken (wie der „Lebensfreude“ der drei streng stilisierten Frauen auf der Ruhrbrücke in Mülheim) versuchte er, den Charakter der landschaftlichen Umgebung in die Gestaltung einfließen zu lassen. Neben Großplastiken, fertigte Adolfs auch Reliefs und eine Vielzahl kleiner Plastiken an, bei denen ihm auch seine beiden Töchter als Modelle dienten.

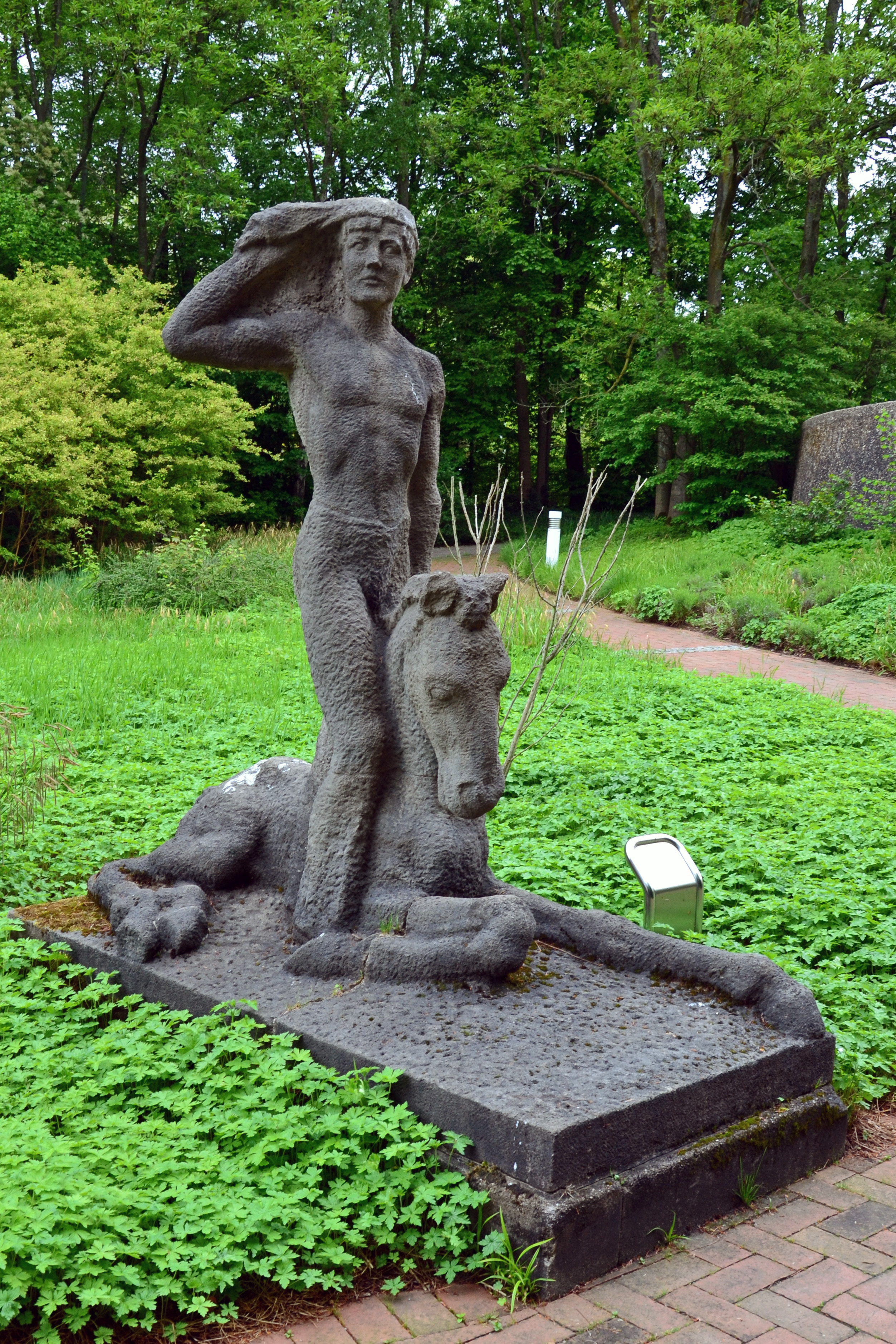
Heinrich Adolfs, Fohlenhüter 1938
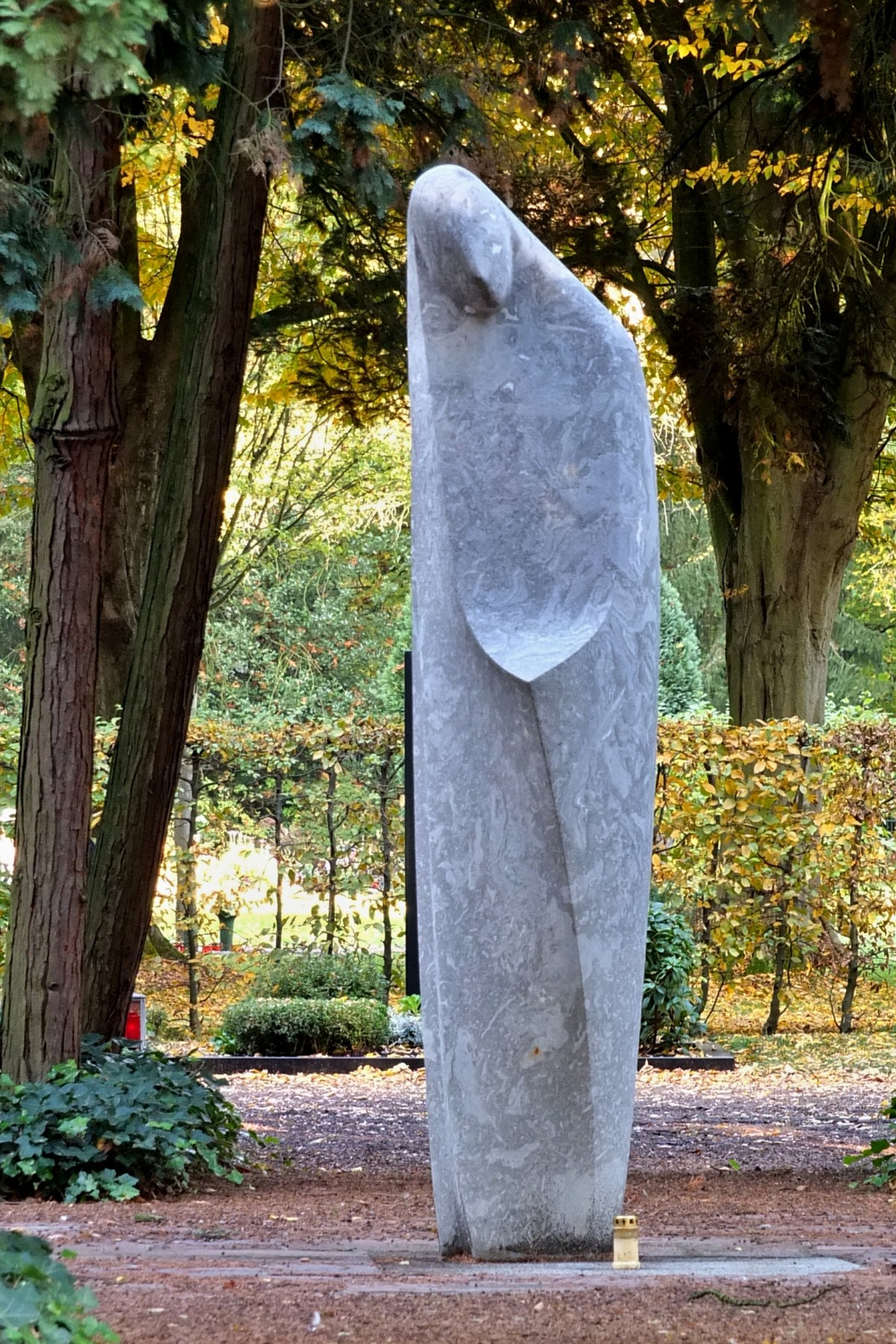
Hilden Hauptfriedhof „Trauernde“
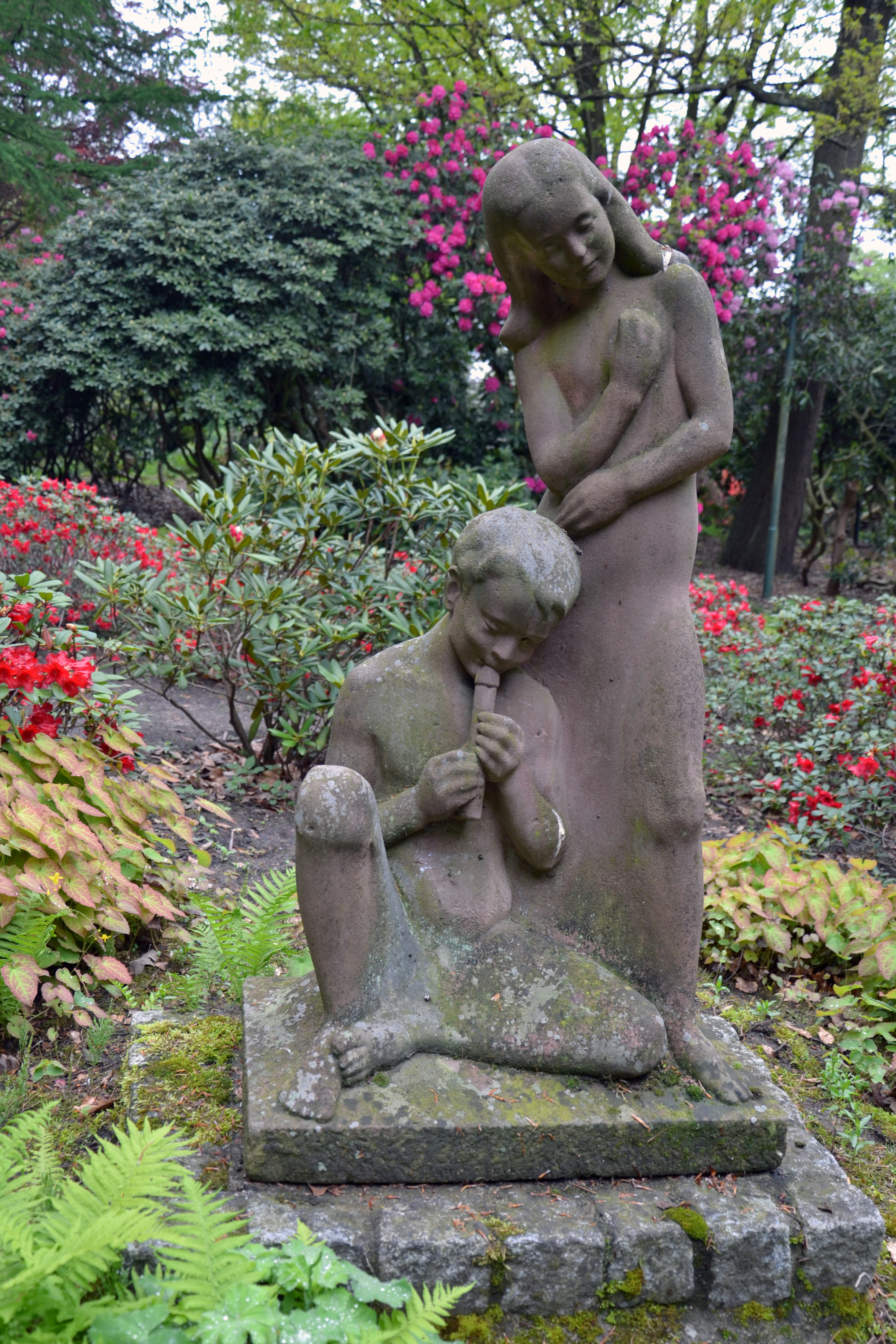
Heinrich Adolfs, Flötenspiel 1951
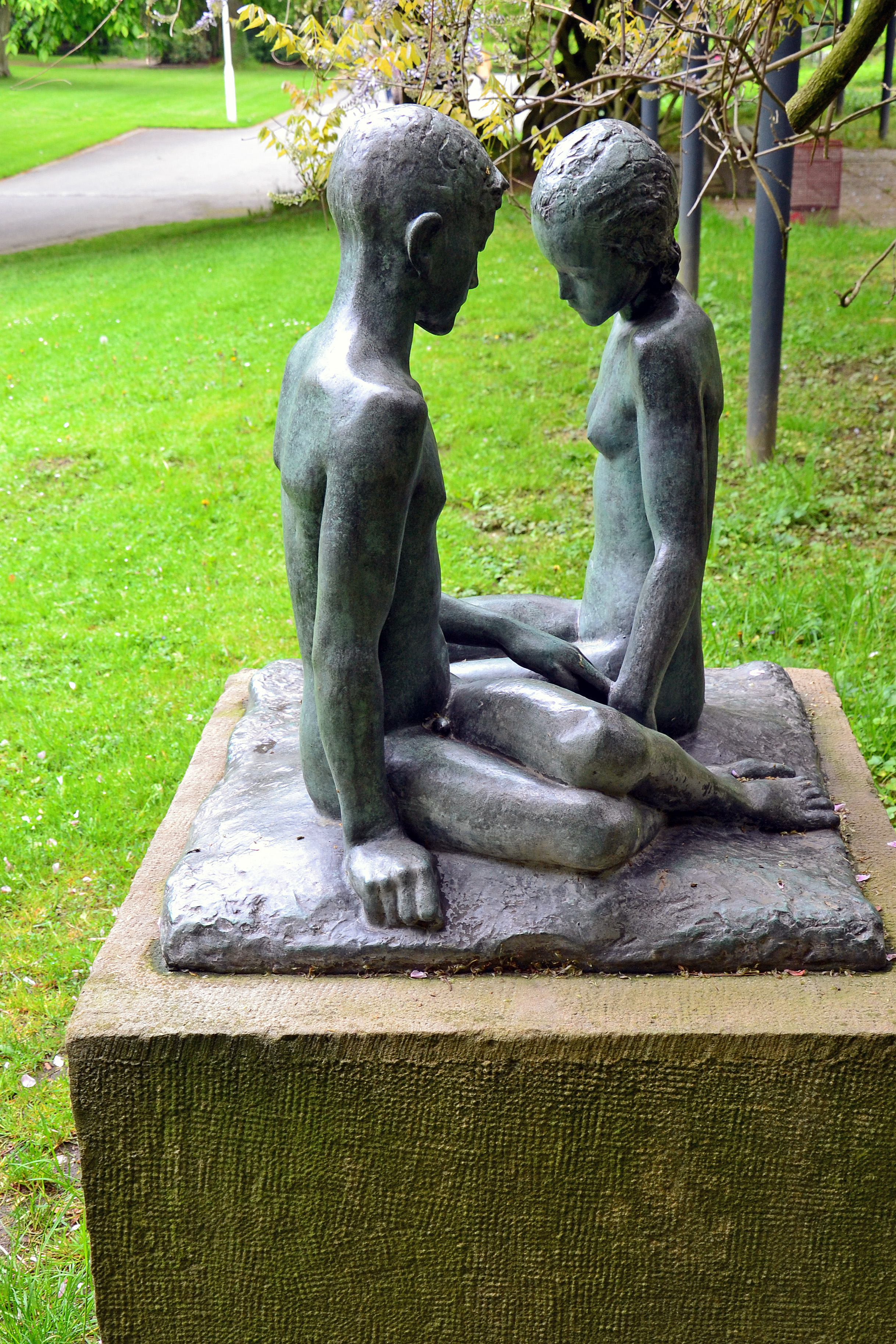
Heinrich Adolfs, Kindergruppe 1936

### Arbeiten im öffentlichen Raum  (Auswahl)
| Essen:               | Bronze-Porträtbüste von Ludwig Weber (1947)                        |
|                      | Relief „Tanzende“ am Opernhaus (1953)                              |
|                      | Plastik „Die Königliche“ am Mädchengymnasium Essen-Borbeck (1962). |
|                      | „Der Fohlenhüter“ im Grugapark (1938)                              |
|                      | Portale des „Gagfah-Hochhauses“ (1955)                             |
|                      | Mahnmal für verunglückte Bergleute                                 |
|                      | „Frauenstein“ (1962)                                               |
|                      | „Menschenblock“                                                    |
| Gelsenkirchen:       | Skulptur im Schlosspark (1957)                                     |
| Hilden:              | „Die Trauernde“ auf dem Hauptfriedhof (1957)                       |
| Kamp-Lintfort:       | Plastik                                                            |
| Krefeld:             | Plastik                                                            |
| Mülheim an der Ruhr: | Lebensfreude – Die drei Grazien                                    |
|                      | Christusfigur für die katholische Kirche in Dümpten (1947)         |
|                      |                                                                    |
| Wattenscheid:        | Skulptur (1963)                                                    |

## Kleinere Plastiken
- Krefeld: Dreiklang, Marmorskulptur (1954)[7]
- Krefeld: Die Sinnende (1960)
- Krefeld: Frauentorso (1962)[7]